# Constitution française du 4 octobre 1958
Lire en ligne

Dossier sur Légifrance.

Sur Wikisource : Version consolidée, version initiale, avec les modifications.

Constitution du 27 octobre 1946 (IVe République)
La Constitution française du 4 octobre 1958 est la constitution de la Cinquième République, régime actuellement en vigueur en France. Norme juridique suprême du pays, elle est, malgré vingt-cinq révisions, l'une des constitutions les plus stables que la France ait connues.
Elle est rédigée en pleine guerre d'Algérie dans le but de mettre un terme à l'instabilité gouvernementale et au risque de coup d'État militaire ; elle est marquée par le retour d'un pouvoir exécutif fort. Deux hommes y ont notamment imprimé leurs idées : Michel Debré, inspiré par le modèle britannique d'un Premier ministre fort, et le général de Gaulle, entendant ériger le président de la République en garant des institutions, conformément aux principes énoncés dans ses discours de Bayeux et d'Épinal en 1946.
La Constitution de 1958 accorde un poids institutionnel très important au président de la République. Toutefois, elle ne remet nullement en question le caractère parlementaire du régime : en effet, à l'instar des constitutions de la IIIe République et de la IVe République, celle de la Ve République demeure fondée sur une séparation souple des pouvoirs (l'exécutif peut dissoudre l'Assemblée nationale, qui, elle-même, peut renverser le Gouvernement), par opposition aux régimes présidentiels fondés sur une séparation stricte des pouvoirs (l'exécutif n'a pas le pouvoir de dissoudre le législatif, lequel ne peut renverser l'exécutif). Le rôle politique central du président de la République semble toutefois résulter beaucoup moins du texte initial de la Constitution de 1958 que de deux éléments majeurs :
- la pratique institutionnelle insufflée par le premier président de la Ve République, Charles de Gaulle, dont l'aura politique et le poids historique sont considérables à la différence de ceux de ses prédécesseurs ;
- l'élection du président de la République au suffrage universel direct à partir de 1962, laquelle a très fortement élargi le poids politique du chef de l'État (jusque-là élu au suffrage indirect), donnant naissance à la notion de « majorité présidentielle », inconcevable en 1958.

Certains constitutionnalistes, tels que Maurice Duverger, concluent à ce titre au caractère « semi-présidentiel » des institutions de la Ve République qui, sur le plan formel, établissent pourtant un régime parlementaire. Ce qualificatif s'avère hasardeux, la République française se présentant davantage comme un « système parlementaire à captation présidentielle », puisque le chef de l'État, élu directement par le peuple, peut capter les ressorts du parlementarisme majoritaire à son profil politique.
C'est en fait dans les rapports au sein du pouvoir exécutif que la Constitution de 1958 instaure un système politique à géométrie variable, selon que l'on est en période de concordance des majorités présidentielle et législative ou, au contraire, de cohabitation. En période de concordance, l'Assemblée nationale, le Premier ministre, le Gouvernement et le président de la République, sont du même bord politique : le président exerce alors une autorité importante qui limite l'exercice des attributions constitutionnelles du Premier ministre. À l'inverse, ce sont paradoxalement les périodes de cohabitation qui se rapprochent le plus de la lettre et de l'esprit originels de la Constitution de 1958 : le Premier ministre y joue seul le rôle de chef de majorité (parlementaire), puisqu'il n'existe pas de majorité présidentielle. À cet égard, le président de la République François Mitterrand, confronté par deux fois à ce cas de figure (1986-1988 et 1993-1995), disait que « la cohabitation c'est la Constitution, rien que la Constitution mais toute la Constitution ».
Le préambule de la Constitution de la Cinquième République française renvoie à deux textes fondamentaux : la Déclaration des droits de l'homme et du citoyen de 1789 et le préambule de la Constitution du 27 octobre 1946 ; la Charte de l'environnement de 2004 leur a été adjointe par la suite. Ces textes, ainsi que les principes jurisprudentiels qu'ils ont permis de dégager (notamment les principes fondamentaux reconnus par les lois de la République issus du préambule de 1946) forment, avec la Constitution stricto sensu, le « bloc de constitutionnalité » depuis que le Conseil constitutionnel a accordé valeur constitutionnelle au préambule de la Constitution en 1971.
Le Conseil constitutionnel vérifie la conformité des lois à la Constitution lorsqu'il est saisi. Il peut le faire a priori, avant la promulgation des lois, en étant saisi par des parlementaires par exemple, ou a posteriori par voie d'exception via la question prioritaire de constitutionnalité, introduite par la réforme constitutionnelle de 2008. Cette deuxième procédure peut être enclenchée par tout citoyen lorsqu'il estime que des droits et libertés garantis par la Constitution sont en jeu. Le Conseil d'État vérifie quant à lui la conformité à la Constitution des actes réglementaires du Gouvernement (décrets, ordonnances prises sur habilitation du Parlement, arrêtés ministériels).

## Contexte historique de son adoption

### Crise de 1958
Le putsch d'Alger mené par l'armée et la crise du 13 mai 1958 ont entraîné le retour au pouvoir du général de Gaulle. Celui-ci, en retrait de la vie politique depuis plus de dix ans, annonce se tenir prêt à assumer les pouvoirs de la République le 15 mai et tient une fameuse conférence de presse quatre jours plus tard au palais d'Orsay à Paris, dans laquelle il se justifie : « pourquoi voulez-vous qu'à 67 ans, je commence une carrière de dictateur ? ». Le 29 mai, le Président Coty invite le général de Gaulle, « le plus illustre des Français », à revenir aux affaires. Le 1er juin, celui-ci est investi par le Parlement comme président du Conseil : il accepte de reprendre le pouvoir à condition de gouverner par ordonnance pour une durée de six mois et de pouvoir modifier la Constitution. Le Parlement accepte ses conditions et adopte la loi constitutionnelle du 3 juin 1958, qui autorise le gouvernement de Gaulle à proposer une modification de la Constitution, tout en soumettant cette révision à des conditions de fond et de forme.
Les conditions de fond sont au nombre de cinq : « le suffrage universel est la seule source du pouvoir » ; « le pouvoir exécutif et le pouvoir législatif doivent être effectivement séparés » ; « le gouvernement doit être responsable devant le Parlement » ; « l'autorité judiciaire doit demeurer indépendante » ; « la Constitution doit permettre d'organiser les rapports de la France avec les peuples qui lui sont associés ». La volonté du Parlement est donc de voir créée une Constitution démocratique, instaurant un régime parlementaire et permettant de régler les problèmes qu'a la France avec ses colonies, surtout en Algérie. La révision devra ainsi être soumise à référendum. Cette procédure reste discutée et n'est pas exempte de certains reproches, attendu qu'elle permet au gouvernement de Charles de Gaulle de déroger à la procédure de révision contraignante de la Constitution de la IVe République.

### Élaboration
À partir du 4 juin 1958, le général de Gaulle demande à Michel Debré d'élaborer les grandes lignes du projet de constitution en concertation avec les ministres d’État, des personnalités qualifiées en droit constitutionnel et René Cassin, vice-président du Conseil d’État. Les réunions ont lieu, en général le soir, dans le bureau du général à Matignon. Georges Pompidou, directeur du cabinet, et Roger Belin, secrétaire général du Gouvernement, y assistent également. Sur le plan formel, la première phase de la rédaction a lieu jusqu'au 29 juillet 1958, lorsque l'avant-projet est présenté en conseil des ministres. Elle est assurée par deux comités, sous l'influence du Conseil d’État : le Comité d’experts et le Comité interministériel présidé par de Gaulle ; le premier « est principalement composé de conseillers d’État » et trois conseillers d’État sont présents dans le second, dont Michel Debré. Le 15 juillet 1958 intervient la seconde phase de la rédaction : le Comité consultatif constitutionnel est créé et reprend les travaux préparatoires avec le gaulliste Michel Debré et d'autres hommes politiques d'autres bords. On distingue trois grandes étapes :
- la première est l'élaboration d'un avant-projet, qui débute le 12 juin. Deux organes participent à sa préparation : un comité d'experts, présidé par Michel Debré[13], constitué de hauts fonctionnaires (Jérôme Solal-Céligny[Note 1], Jean Mamert[Note 2]…), et un comité interministériel, formé notamment du général de Gaulle et du garde des Sceaux, Michel Debré[Note 3]. Ces deux comités s'appuient sur différentes propositions faites par la gauche comme par la droite depuis 1930 (travaux de Léon Blum et André Tardieu notamment, ainsi qu'une grande partie de la doctrine constitutionnaliste)[17] et fondées sur le renforcement du pouvoir exécutif par rapport au pouvoir législatif. Au début du mois de juillet 1958, De Gaulle charge Debré et trois autres membres du comité d'experts (Raymond Janot, Jean Mamert et Jérôme Solal-Céligny) de s'isoler au château de La Celle pour finaliser en quelques jours seulement la rédaction de l'ensemble de l'avant-projet, ce qui sera chose faite le 14 juillet[18]. Celui qui contribue le plus au premier jet du futur texte constitutionnel, que l'on appelle alors le « cahier rouge »[19], est Solal-Céligny, qui avait déjà été amené, début 1956, à la demande de Guy Mollet, à proposer, dans une note de 16 pages, « un catalogue sommaire des mesures destinées à renforcer l’exécutif»[14] ;
- la deuxième étape est l'intervention du comité consultatif formé par le Parlement : il propose quelques changements, qui ne modifient pas l'économie générale du texte et dont certains seront retenus[20] ;
- enfin, dernière étape, l'avant-projet modifié est, dès le 15 août 1958, examiné par le Conseil d'État. Le 27 août, Michel Debré, garde des Sceaux, prononce un discours devant l'Assemblée générale du Conseil d'État présentant les mérites du nouveau texte[21].

Le texte issu de ces interventions est adopté le 28 septembre 1958 par les électeurs français, consultés par référendum, à une majorité de 82,60 % des voix, avec une abstention faible (15,6 %). La Constitution est promulguée par René Coty le 4 octobre 1958.

### Exemplaires originaux
Il existe plusieurs exemplaires originaux de la Constitution. Les Archives nationales en conservent trois, en réserve dans l'Armoire de fer. Le 30 juin 1998, un des dix exemplaires originaux a été déchiré, dans une intention symbolique, lors d'une occupation du Conseil constitutionnel par une centaine de chômeurs.
Le texte est publié au Journal officiel le 5 octobre 1958.
L'article 16 comprend depuis l'origine une faute de grammaire puisqu'il est ainsi libellé : « Lorsque les institutions de la République, l'indépendance de la Nation, l'intégrité de son territoire ou l'exécution de ses engagements internationaux sont menacés d'une manière grave et immédiate[…] » Le terme « menacés » devrait en fait s'écrire « menacées » car il se rapporte exclusivement à des substantifs féminins. Selon les publications, le mot est soit correctement orthographié, soit annoté, soit orthographié avec la faute. Un amendement adopté le 16 juillet 2018 par l'Assemblée nationale, sur un projet de loi constitutionnelle avorté, proposait de corriger cette erreur.

## Contenu
La Constitution de 1958 contient essentiellement des articles organisant les institutions françaises. On se référera donc aux articles correspondants pour leurs missions, leurs attributions et les rapports entre elles.
Les droits fondamentaux, eux, ne sont reconnus qu'indirectement, par renvoi du préambule à la Déclaration des droits de l'homme et du citoyen de 1789, au préambule de la Constitution de 1946 puis à la Charte de l'environnement de 2004. L'inscription de ces droits dans le droit positif a été permise par la décision du Conseil constitutionnel du 16 juillet 1971, qui reconnait la valeur constitutionnelle du préambule et des textes auxquels il renvoie, créant le bloc de constitutionnalité.
La Constitution, dans sa rédaction actuelle, comporte un préambule et un premier article hors titre, suivis de 16 titres (dont un, le Titre XI, possède un titre bis), réunissant en tout 108 articles. La Constitution se compose comme suit :
| Préambule | Préambule | Préambule                                                    | Préambule | Préambule |
| --- | --- | ------------------------------------------------------------ | --- | --- |
| Le peuple français proclame solennellement son attachement aux Droits de l'homme et aux principes de la souveraineté nationale tels qu'ils ont été définis par la Déclaration de 1789, confirmée et complétée par le préambule de la Constitution de 1946, ainsi qu'aux droits et devoirs définis dans la Charte de l'environnement de 2004. En vertu de ces principes et de celui de la libre détermination des peuples, la République offre aux territoires d'outre-mer qui manifestent la volonté d'y adhérer des institutions nouvelles fondées sur l'idéal commun de liberté, d'égalité et de fraternité et conçues en vue de leur évolution démocratique.Article premier. La France est une République indivisible, laïque, démocratique et sociale. Elle assure l'égalité devant la loi de tous les citoyens sans distinction d'origine, de race ou de religion. Elle respecte toutes les croyances. Son organisation est décentralisée. La loi favorise l'égal accès des femmes et des hommes aux mandats électoraux et fonctions électives, ainsi qu'aux responsabilités professionnelles et sociales. | |                                                              | | |
| Titre premier DE LA SOUVERAINETÉ | Titre II LE PRÉSIDENT DE LA RÉPUBLIQUE | Titre III LE GOUVERNEMENT                                    | Titre IV LE PARLEMENT                                                                                         | Titre V DES RAPPORTS ENTRE LE PARLEMENT ET LE GOUVERNEMENT |
| Article 2 Article 3 Article 4 | Article 5 Article 6 Article 7 Article 8 Article 9 Article 10 Article 11 Article 12 Article 13 Article 14 Article 15 Article 16 Article 17 Article 18 Article 19                                                             | Article 20 Article 21 Article 22 Article 23                  | Article 24 Article 25 Article 26 Article 27 Article 28 Article 29 Article 30 Article 31 Article 32 Article 33 | Article 34 Article 34-1 Article 35 Article 36 Article 37 Article 37-1 Article 38 Article 39 Article 40 Article 41 Article 42 Article 43 Article 44 Article 45 Article 46 Article 47 Article 47-1 Article 47-2 Article 48 Article 49 Article 50 Article 50-1 Article 51 Article 51-1 Article 51-2 |
| TITRE VI DES TRAITÉS ET ACCORDS INTERNATIONAUX | TITRE VII LE CONSEIL CONSTITUTIONNEL | TITRE VIII DE L'AUTORITÉ JUDICIAIRE                          | TIITRE IX LA HAUTE COUR DE JUSTICE                                                                            | TITRE X LE CONSEIL ÉCONOMIQUE ET SOCIAL |
| Article 52 Article 53 Article 54 Article 55 | Article 56 Article 57 Article 58 Article 59 Article 60 Article 61 Article 62 Article 63 | Article 64 Article 65 Article 66                             | Article 67 Article 68                                                                                         | Article 69 Article 70 Article 71 |
| TITRE XI DES COLLECTIVITÉS TERRITORIALES | TITRE XII DE LA COMMUNAUTÉ (Abrogé) | TITRE XIII DE LA FRANCOPHONIE .ET DES ACCORDS D'ASSOCIATIONS | TITRE XIV DE LA RÉVISION                                                                                      | TITRE XV (Abrogé) |
| Article 72 Article 73 Article 74 Article 75 Article 76 (Abrogé) | Article 77 (Abrogé) Article 78 (Abrogé) Article 79 (Abrogé) Article 80 (Abrogé) Article 81 (Abrogé) Article 82 (Abrogé) Article 83 (Abrogé) Article 84 (Abrogé) Article 85 (Abrogé) Article 86 (Abrogé) Article 87 (Abrogé) | Article 88                                                   | Article 89 | Article 90 (Abrogé) Article 91 (Abrogé) Article 92 (Abrogé) |

- Article premier : principes fondamentaux de la République française.

- Titre I (articles 2 à 4) - De la souveraineté : sur les insignes et les principes fondamentaux :
  - article 2 : attributs de la souveraineté ;
  - article 3 : exercice de la souveraineté par le peuple ;
  - article 4 : rôle des partis et groupements politiques et principe du droit de vote dans la démocratie républicaine.

- Titre II (articles 5 à 19) - Le président de la République : sur l'élection, les fonctions et les pouvoirs du président :
  - article 5 : fonctions du président, notamment ses droits et devoirs ;
  - article 6 : mode d'élection du président ;
  - article 7 : élection du président au suffrage universel direct et sur l'intérim du chef de l'État ;
  - article 8 : nomination du Premier ministre ;
  - article 11 : rôle du président dans la procédure de référendum, sur demande du gouvernement ou du Parlement ; depuis 2008, il prévoit aussi un nouveau mécanisme de référendum ;
  - article 12 : dissolution de l'Assemblée nationale ;
  - article 15 : responsabilités du président de la République en tant que chef des armées ;
  - article 16 : pouvoirs exceptionnels du président en cas de menace grave sur la République, sous contrôle du Parlement et du Conseil constitutionnel.

- Titre III (articles 20 à 23) - Le Gouvernement : sur les fonctions du Gouvernement :
  - article 20 : attributions du gouvernement ;
  - article 21 : pouvoirs du Premier ministre.

- Titre IV (articles 24 à 33) - Le Parlement : sur la composition et les fonctions de l'Assemblée nationale et du Sénat.

- Titre V (articles 34 à 51-2) - Des rapports entre le Parlement et le Gouvernement : responsabilité du Gouvernement envers le Parlement et du Parlement envers le Gouvernement :
  - articles 34 et 37 : délimitation du domaine de la loi par rapport au champ du règlement ;
  - article 38 : ordonnances;
  - article 45 : adoption des lois ;
  - article 47 : vote par le Parlement des projets de loi de finances dans les conditions prévues par une loi organique ;
  - article 49 : responsabilité politique du gouvernement devant le Parlement.

- Titre VI (articles 52 à 55) - Des traités et accords internationaux : modalités de négociation et ratification des traités :
  - article 54 : solution en cas de conflit déclaré entre la Constitution française et un traité ;
  - article 55 : supériorité des traités sur les lois.

- Titre VII (articles 56 à 63) - Le Conseil constitutionnel : fonctions et nomination du Conseil constitutionnel :
  - article 61 : contrôle de constitutionnalité des lois par le Conseil Constitutionnel ;
  - article 61-1 : question prioritaire de constitutionnalité.

- Titre VIII (articles 64 à 66-1) - De l'autorité judiciaire : modalités d'application du pouvoir judiciaire :
  - article 66 : liberté personnelle ou l'« habeas corpus » ;
  - article 66-1 : abolition de la peine de mort.

- Titre IX (article 67 et 68) - La Haute Cour.

- Titre X (articles 68-1 à 68-3) - De la responsabilité pénale des membres du Gouvernement.

- Titre XI (articles 69 à 71) - Le Conseil économique, social et environnemental :
  - article 70 : Conseil économique, social et environnemental.

- Titre XI bis (article 71-1) - Le Défenseur des droits :
  - article 71-1 : Défenseur des droits.

- Titre XII (articles 72 à 75-1) - Des collectivités territoriales : statut et compétences des collectivités territoriales :
  - article 73 : départements et régions d'outre-mer (principe d'assimilation législative) ;
  - article 74 : collectivités d'outre-mer et leurs compétences législatives locales.

- Titre XIII (articles 76 et 77) - Dispositions transitoires relatives à la Nouvelle-Calédonie : législation spéciale sur le statut de la Nouvelle-Calédonie :
  - articles 76 et 77 : statut sui generis de la Nouvelle-Calédonie, approuvé par le référendum de 1998 portant sur le maintien du territoire dans la République ou sur son accession future à l'indépendance, et organisation issue de ce référendum d’un second système législatif local de droit civil coutumier et d’une assemblée locale commune et transitoire, avant que sa population ne se prononce sur l'accession à la pleine souveraineté.

- Titre XIV (articles 87 et 88) - De la francophonie et des accords d'association : coopération entre États francophones :
  - articles 87 et 88 : Francophonie et accords d'association avec d’autres pays.

- Titre XV (articles 88-1 à 88-7) - De l'Union européenne : sur la valeur juridique dans le droit français des normes de l'Union européenne :
  - articles 88-1 à 88-7 : relations entre la France et l'Union européenne. Ces articles ont été introduits à l'occasion de la ratification du traité de Maastricht en 1992, et modifiés en février 2008 pour le traité de Lisbonne entré en vigueur le 1er décembre 2009 ;
  - article 88-5 : obligation, remplacée par une simple faculté, d'organiser un référendum d'approbation de toute nouvelle adhésion à l'Union européenne.

- Titre XVI (article 89) - De la révision : modalités de révision de la Constitution :
  - article 89 : modalités de révision de la Constitution.

Par ailleurs :
- les articles 78 à 86 ont été abrogés (ils portaient sur les relations et les domaines communs ou partagés de compétence entre la France et les autres États membres dans la Communauté) ;
- les articles 90 et suivants ont été modifiés en 1993 puis abrogés en 1995 (ils portaient sur des dispositions transitoires permettant la mise en application de la Constitution entre 1958 et 1959 en suspendant ou transférant certaines attributions des anciennes institutions avant la formation des nouvelles, puis l’entrée de la France en 1993 dans la Communauté européenne).

Le terme de « citoyen » est utilisé à plusieurs reprises dans la Constitution de 1958, tantôt dans un sens large comme équivalent de « national » ou de personne résidant sur le territoire français (art. 1er, 34, 47-2, article 75), tantôt dans un sens strict, comme dans le cas de la citoyenneté calédonienne (article 77) ou de la citoyenneté européenne (article 88-3).

## Révision

### Procédure
La révision de la Constitution se fait selon l'article 89 et s'effectue en quatre phases spécifiques :
- initiative : la révision constitutionnelle peut être proposée soit par le président de la République sur proposition du Premier ministre, soit par le président de l'Assemblée nationale, soit par le président du Sénat soit par 60 membres d'une des deux assemblées. Le président de la République doit donc avoir l'accord du Premier ministre pour lancer la procédure ;
- discussion et adoption : la révision doit être examinée puis adoptée en termes identiques par les deux assemblées parlementaires ;
- ratification : soit par référendum (de plein droit), soit par le Congrès du Parlement (réunion des deux assemblées) à la majorité des trois cinquièmes. La ratification par le Congrès ne peut être réalisée que si l'initiative de la révision émane du pouvoir exécutif ;
- promulgation par le Président de la République dans les quinze jours au plus tard qui suivent son adoption.

Deux révisions ont également été entreprises sur le fondement de l'article 11 : celle du 6 novembre 1962 relative à l'élection du président de la République au suffrage universel direct (adoptée) et celle du 27 avril 1969 sur la régionalisation et la réorganisation du Sénat (rejetée par référendum). L'utilisation de la procédure de référendum prévue par l'article 11, permettant de se passer de l'accord des deux assemblées, a suscité une polémique juridique et politique. Cette procédure est parfois envisagée pour des évolutions constitutionnelles. Certains candidats à l'élection présidentielle, s'appuyant notamment sur les précédents de 1962 et 1969 (interprétation confirmée plus tard par François Mitterrand) ainsi que l'argument de la souveraineté du peuple et les équivoques de l'article 11 lui-même, ont émis le souhait d'y recourir.
Néanmoins l'usage de cette procédure pour réviser la Constitution pourrait aujourd'hui être empêchée par le Conseil constitutionnel, par son contrôle des actes préparatoires au référendum.
Jusqu'à la révision constitutionnelle du 4 août 1995, certaines dispositions du titre XIII (qui portait le numéro XII jusqu'en 1993) relatives à la Communauté pouvaient être modifiées par une procédure spécifique prévue à l'ancien article 85, procédure qui a été utilisée une seule fois, pour la révision constitutionnelle du 4 juin 1960.

### Liste des révisions
1. 1960 : Loi constitutionnelle no 60-525 du 4 juin 1960 tendant à compléter les dispositions du titre XII de la Constitution : dispositions modifiées : articles 85 et 86 ;
2. 1962 : Loi constitutionnelle no 62-1292 du 6 novembre 1962 relative à l'élection du président de la République au suffrage universel : dispositions modifiées : articles 6 et 7 ;
3. 1963 : Loi constitutionnelle no 63-1327 du 30 décembre 1963 : dispositions modifiées : article 28 ;
4. 1974 : Loi constitutionnelle no 74-904 du 29 octobre 1974 portant révision de l'article 61 de la Constitution : dispositions modifiées : article 61 ;
5. 1976 : Loi constitutionnelle no 76-527 du 18 juin 1976 modifiant l'article 7 de la Constitution : dispositions modifiées : article 7 ;
6. 1992 : Loi constitutionnelle no 92-554 du 25 juin 1992 ajoutant à la Constitution un titre : « Des communautés européennes et de l'Union européenne » : Titres renumérotés : XIV et XV ; dispositions modifiées : articles 2, 54 et 74 ; dispositions ajoutées : titre XIV, articles 88-1, 88-2, 88-3 et 88-4 ;
7. 1993 : Loi constitutionnelle no 93-952 du 27 juillet 1993 portant révision de la Constitution du 4 octobre 1958 et modifiant ses titres VIII, IX, X et XVI : Titres renumérotés : X, XI, XII, XIII, XIV, XV et XVI ; dispositions modifiées : articles 65 et 68 ; dispositions ajoutées : titre X, articles 68-1, 68-2 et 93 ;
8. 1993 : Loi constitutionnelle no 93-1256 du 25 novembre 1993 relative aux accords internationaux en matière de droit d'asile : dispositions ajoutées : article 53-1 ;
9. 1995 : Loi constitutionnelle no 95-880 du 4 août 1995 portant extension du champ d'application du référendum, instituant une session parlementaire unique, modifiant le régime de l'inviolabilité parlementaire et abrogeant les dispositions relatives à la Communauté et les dispositions transitoires : dispositions modifiées : articles 1, 2, 5, 11, 12, 26, 28, 48, 49, 51, 70 et 88 ; dispositions ajoutées : article 68-3 ; dispositions abrogées : titres XIII et XVII, articles 76, 77, 78, 79, 80, 81, 82, 83, 84, 85, 86, 87, 90, 91, 92 et 93 ;
10. 1996 : Loi constitutionnelle no 96-138 du 22 février 1996 : dispositions modifiées : articles 34 et 39 ; dispositions ajoutées : articles 47-1 ;
11. 1998 : Loi constitutionnelle no 98-610 du 20 juillet 1998 relative à la Nouvelle-Calédonie : dispositions ajoutées : titre XIII, articles 76 et 77 ;
12. 1999 : Loi constitutionnelle no 99-49 du 25 janvier 1999 modifiant les articles 88-2 et 88-4 de la Constitution : dispositions modifiées : articles 88-2 et 88-4 ;
13. 1999 : Loi constitutionnelle no 99-568 du 8 juillet 1999 insérant, au titre VI de la Constitution, un article 53-2 et relative à la Cour pénale internationale : dispositions ajoutées : article 53-2 ;
14. 1999 : Loi constitutionnelle no 99-569 du 8 juillet 1999 relative à l'égalité entre les femmes et les hommes : dispositions modifiées : articles 3 et 4 ;
15. 2000 : Loi constitutionnelle no 2000-964 du 2 octobre 2000 relative à la durée du mandat du Président de la République : dispositions modifiées : article 6 ;
16. 2003 : Loi constitutionnelle no 2003-267 du 25 mars 2003 relative au mandat d'arrêt européen : dispositions modifiées : article 88-2 ;
17. 2003 : Loi constitutionnelle no 2003-276 du 28 mars 2003 relative à l'organisation décentralisée de la République : dispositions modifiées : articles 1, 7, 13, 34, 39, 60, 72, 73 et 74, ; dispositions ajoutées : articles 37-1, 72-1, 72-2, 72-3, 72-4 et 74-1 ;
18. 2005 : Loi constitutionnelle no 2005-204 du 1er mars 2005 modifiant le titre XV de la Constitution : dispositions modifiées : intitulé du Titre XV, articles 60, 88-1, 88-2, 88-3 et 88-4 ; dispositions ajoutées : article 88-5, 88-6 et 88-7 ;
19. 2005 : Loi constitutionnelle no 2005-205 du 1er mars 2005 relative à la Charte de l'environnement : dispositions modifiées : Préambule, article 34, dispositions ajoutées : Charte de l'environnement ;
20. 2007 : Loi constitutionnelle no 2007-237 du 19 février 2007 complétant l'article 77 de la Constitution : dispositions modifiées : article 77 ;
21. 2007 : Loi constitutionnelle no 2007-238 du 19 février 2007 portant modification du titre IX de la Constitution : dispositions modifiées : intitulé du Titre XI, articles 67 et 68 ;
22. 2007 : Loi constitutionnelle no 2007-239 du 19 février 2007 relative à l'interdiction de la peine de mort : dispositions ajoutées : article 66-1 ;
23. 2008 : Loi constitutionnelle no 2008-103 du 4 février 2008 modifiant le titre XV de la Constitution : dispositions modifiées : intitulé du Titre XI, articles 88-1, 88-2 et 88-5 ; dispositions modifiées : articles 88-6 et 88-7 ;
24. 2008 : Loi constitutionnelle no 2008-724 du 23 juillet 2008 de modernisation des institutions de la Ve République : dispositions modifiées : intitulés des Titres XI et XIV, articles 1, 3, 4, 6, 11, 13, 16, 17, 18, 24, 25, 34, 35, 38, 39, 41, 42, 43, 44, 45, 46, 47, 47-1, 48, 49, 56, 61, 62, 65, 69, 70, 71, 72-3, 73, 74-1, 88-4, 88-5, 88-6 et 89 ; dispositions ajoutées : Titre XI bis, articles 34-1, 47-2, 50-1, 51-1, 51-2, 61-1, 71-1, 75-1 et 87.
25. 2024 : Loi constitutionnelle no 2024-200 du 8 mars 2024 relative à la liberté de recourir à l'interruption volontaire de grossesse ; dispositions ajoutées : article 34.

### Cérémonie de scellement
La cérémonie de scellement est un évènement solennel ayant au cours duquel est apposé le sceau de la République française sur un texte législatif ou constitutionnel considéré comme particulièrement important. De nos jours, seule la promulgation (et la publication au Journal officiel) entraîne l’entrée en vigueur des textes. Le scellement n’est donc pas nécessaire pour donner aux textes leur validité, il a uniquement une forte portée symbolique,. Voici quelques scellements :
- la loi constitutionnelle n° 98-610 du 20 juillet 1998 relative à la Nouvelle-Calédonie a été scellée le 21 septembre 1998. Elle arbore un sceau de cire jaune sur lacs tricolores ;
- la loi constitutionnelle n° 99-569 du 8 juillet 1999 relative à l’égalité entre les femmes et les hommes a été scellée le 8 mars 2002.  Elle arbore un sceau de cire verte sur lacs tricolores.
- la loi constitutionnelle n° 2003-276 du 28 mars 2003 relative à l’organisation décentralisée de la République a été scellée le 27 octobre 2004. Elle arbore un sceau de cire verte sur lacs tricolores.
- la loi constitutionnelle n° 2007-239 du 23 février 2007 relative à l'interdiction de la peine de mort a été scellée le 28 mars 2007. Elle arbore un sceau de cire verte sur lacs tricolores.
- la loi constitutionnelle n°2008-724 du 23 juillet 2008 de modernisation des institutions de la Ve République a été scellée le 1ᵉʳ octobre 2008. Elle arbore un sceau de cire verte sur lacs tricolores.
- la loi constitutionnelle n° 2024-200 du 8 mars 2024 relative à la liberté de recourir à l'interruption volontaire de grossesse a été scellée le 8 mars 2024. Elle arbore un sceau de cire verte sur lacs tricolores[41].